# ゴマモン
ゴマモンはデジタルモンスターシリーズに登場する架空の生命体・デジタルモンスターの一種。

## 概要
デジモンペンデュラム2・ディープセイバーズより登場。

## 種族としてのゴマモン
ゴマフアザラシの子供のような姿をした海獣型デジモン。全身を覆う白い毛皮は陸上でも生活可能で、成長にあわせて長くなり茶色くなる。小魚たちを子分にしていて、必殺技「マーチングフィッシーズ」は水がないところでも自由に呼び出した魚群を突進させて攻撃する。

### 基本データ
- 世代/成長期
- タイプ/海獣型
- 属性/ワクチン
- 必殺技/マーチングフィッシーズ
- 得意技/シャープエッジ、サーファーダイブ
- 勢力/ディープセイバーズ

### X抗体版
頭と胸に赤い毛が目立つようになり、その赤い毛で喜怒哀楽をより豊かに表現するようになったことから熱狂的なゴマモンファンも増えている。それでもその小柄な体に似合わず強い力で大地を素早く動き回ることができる。自分をダイペンモンの子分と思い込んでいるとされ、稀に巨大なダイペンモンと一緒に行動していることがあり、そのダイペンモンに「ゴマミルクデス」という技を使ってもらう。

### 亜種・関連種・その他
- イッカクモン
- ズドモン
- ヴァイクモン

## 登場人物としてのゴマモン

### デジモンアドベンチャー、デジモンアドベンチャー tri.、デジモンアドベンチャー:
城戸丈のパートナーデジモン。声は竹内順子。一人称は「おいら」。水中での戦闘要員として活躍し、比較的一対一での戦いの場面も多かった。好奇心旺盛で、性格はやんちゃかつ生意気で、何かにつけて落ち込みやすく思慮深い丈とは対照的だがパートナーを想う気持ちは他のデジモンと同様強い。また良く言えばバイタリティが強く、悪く言えば悪知恵がきく部分があり敵のデジモンを騙したり、弱点を突いて攻撃するなどの機転を利かせたこともある。
- ピチモン⇔プカモン⇔ゴマモン⇔イッカクモン⇔ズドモン

（なお、WSゲーム内では、ゴマモンはプレシオモンに進化したがパラレルワールドでの出来事であるためアニメの「ゴマモン」がこの進化を獲得しているかどうかは不明であるまた、PSPゲーム版や『tri.』と『:』では、究極体としてヴァイクモンに進化する）。
また、『デジモンクロスウォーズ～時を駆ける少年ハンターたち～』にも時空を越えてパートナーの丈とともに暗く影がつけられ状態で登場している。声は竹内が引き続き演じているが、アニメ『デジモンフロンティア』の主人公である神原拓也を演じそちらをメインに演じたためノンクレジットであった。
『デジモンフロンティア』では第16話で多数登場し、漫画『デジモンアドベンチャーVテイマー01』には「ゴン」という個体が登場。蒼海のタグを得るためにセイバーズベイに訪れたタイチたちが遭遇。イッカクモンに進化した。

### デジモンリアライズ
ゲーム内に登場。『アドベンチャー』同様 一人称は「おいら」のままである。声は森優子。